# 생장점
생장점(生長點, growing point)은 보통 식물 줄기의 끝부분에 있으며, 뿌리의 끝부분에도 있다. 새로운 줄기와 잎을 만드는 부분이다. 그러나 아직 가지로서 자라지 않은 겨드랑이눈 등의 눈 끝에도 생장점이 존재한다. 즉, 생장점은 슈트(shoot, 식물의 발아) 중의 가장 어린 부분으로서, 아직 줄기와 잎으로 분화하지 않은 곳인데, 여기에 슈트의 정단 분열 조직이 있다.

## 모양과 크기

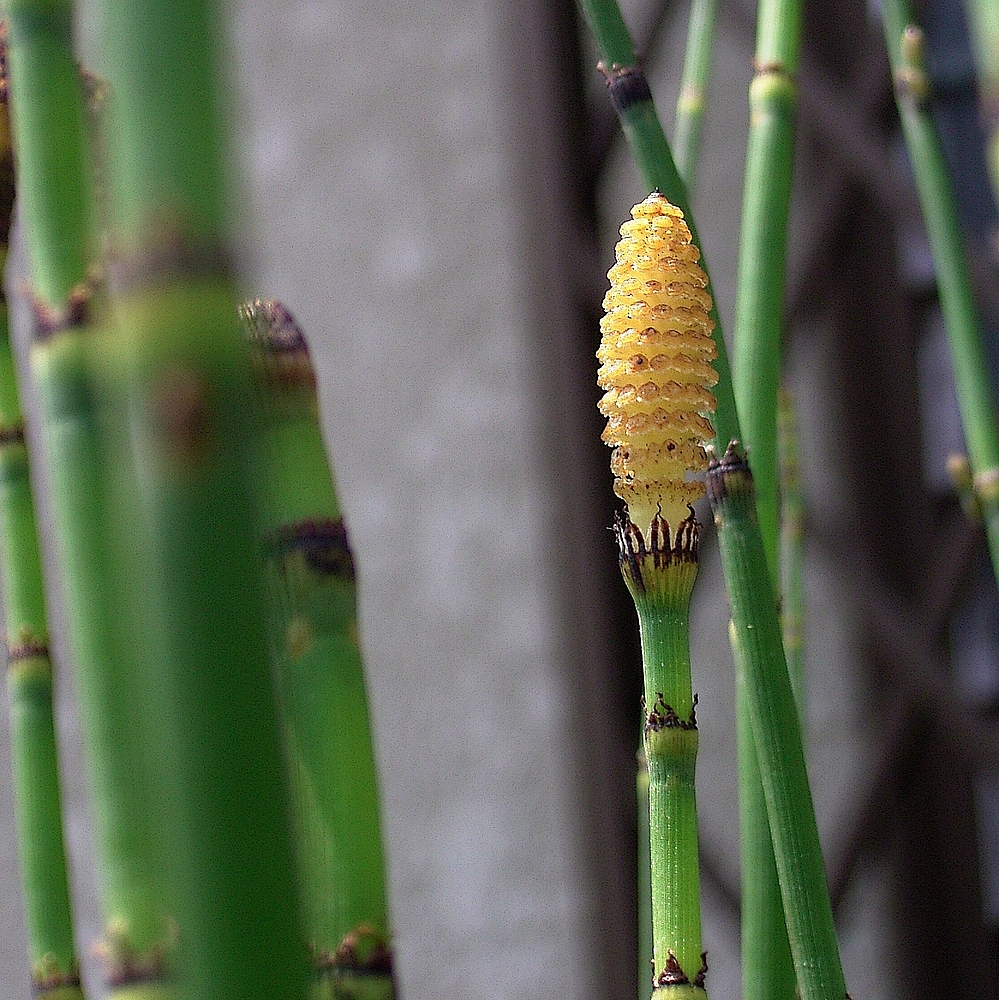
생장점이 돔형인 속새의 생식 줄기

생장점은 보통 '돔형'이라고 하는 산 모양으로서, 그 곁에서 잎이 발생한다. 그러나 생장점의 모양은 매우 다양하여, 높은 돔형(속새)으로부터 보통 볼 수 있는 낮은 돔형(시로미), 또한 평탄한 형(매화오리)에서 역으로 다소 움푹 팬 모양에 이르기까지 여러 가지 형태가 있다. 따라서, 생장점의 높이나 넓이도 매우 다양하다. 이와 같은 높이와 넓이의 기준은 명확히 밝혀져 있지는 않지만, 일반적으로 생장점의 높이는 가장 어린 잎이 붙어 있는 부분의 윗부분 높이를 말하며, 넓이는 그 붙어 있는 부분에서의 지름을 가리킨다.